# Mrassu
Il Mrassù (in russo  Мрассу?) o Mras-Su è un fiume della Russia nella Siberia occidentale, affluente di sinistra del Tom', che ha origine dai monti dell'Abakan. Scorre nei rajon Taštagol'skij e Novokuzneckij, e nei circondari urbani di Meždurečensk e Myski, dell'Oblast' di Kemerovo.

## Descrizione

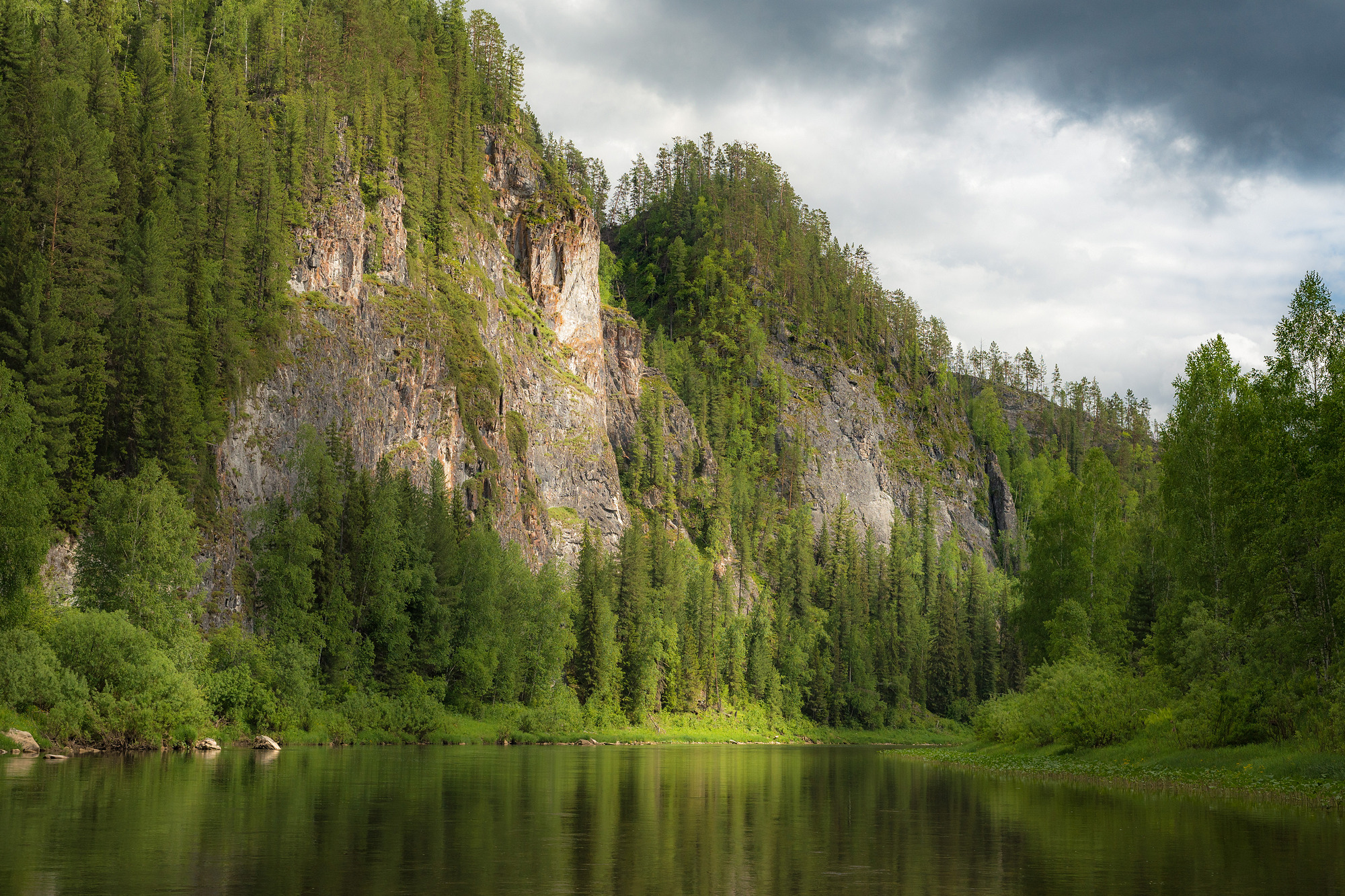
Il Mrassu nel parco nazionale Šorskij

Il Mrassu scende dai monti dell'Abakan, al confine con la Repubblica dell'Altaj, sotto il nome di Akmras (Акмрас) fino all'insediamento di Mrassu. La lunghezza del fiume è di 338 km, l'area del bacino è di 8 840 km². Il fiume scorre prevalentemente in direzione nord, passa in una profonda valle che costeggia il massiccio della Gornaja Šorija attraverso il territorio del Parco nazionale Šorskij, e sfocia nel fiume Tom' all'altezza della città di Myski. La sua portata media annua, alla foce, è di 154,59 m³/s. Il fiume congela a metà novembre, sino ad aprile.
Tra i maggiori affluenti ci sono i seguenti fiumi: Kabyrza (Кабырза), Orton (Ортон), da destra; Pyzas (Пызас), Bol'šaja Rečka o Bol'šoj Unzas (Большая Речка, Большой Унзас), da sinistra.
Ci sono piccoli insediamenti lungo il fiume, il maggiore è il villaggio di Ust'-Kabyrza (Усть-Кабырза).
Nella grotta Azass, vicino a Ust'-Kabyrza, è stato rinvenuto il luogo di sepoltura della cosiddetta "principessa di Kabirzyn", vissuta nel VII secolo a.C.